# Рубльов Олександр Сергійович
Олександр Сергійович Рубльов (31 травня 1957, м. Київ)  — український історик, доктор історичних наук, професор. Учений секретар Інституту історії України НАН України.
Дослідник історії України першої половини XX ст. «Відмінник освіти України» (1996). Лауреат премії НАН України імені М. С. Грушевського за цикл праць з проблем методології і методики історичної україністики (1997). Заслужений працівник культури України (2004). Член Президії Національної спілки краєзнавців України. Лауреат Державної премії України в галузі науки і техніки (2016). Почесний краєзнавець України (2017).

## Освіта
- 1979 з відзнакою закінчив історичний факультет Київського державного педагогічного інституту.
- Канд. дис. «Історичні погляди Ярослава Галана» (1988, наук. кер. — д. і. н. Р. Г. Симоненко).
- Докт. дис. захистив за монографією «Західноукраїнська інтелігенція у загальнонаціональних політичних та культурних процесах (1914—1939)» (2005).

## Трудова діяльність
- 1979—1983 — ст. лаборант, 1983—1988 — м. н. с., 1988—1990 — н. с., 1990—1991 — с. н. с. Ін-ту історії АН УРСР.
- 1991—1996 — зав. відділу джерел новітньої історії України Ін-ту укр. археографії та джерелознавства ім. М. С. Грушевського НАН України.
- 1994—1996 (за сумісн.) — с. н. с. комп'ютерно-видавничого відділу Ін-ту історії України НАН України.
- З 1996 — вчений секретар Ін-ту історії України НАН України.
- З 2005 — гол. редактор журналу «З архівів ВУЧК–ГПУ–НКВД–КГБ».

## Нагороди
- Орден «За заслуги» III ст. (23 серпня 2011) —  за значний особистий внесок у становлення незалежності України, утвердження її суверенітету та міжнародного авторитету, заслуги у державотворчій, соціально-економічній, науково-технічній, культурно-освітній діяльності, сумлінне та бездоганне служіння Українському народові[1]
- Державна премія України в галузі науки і техніки 2016 року — за «Енциклопедію історії України» (у 10 томах) (у складі колективу)[2]

## Праці
1. Рубльов О. С. Західноукраїнська інтелігенція у загальнонаціональних політичних та культурних процесах (1914 — 1939). — К., 2004.
2. Рубльов О. С. Зневажена Кліо. — К., 2005 (у співавт.).
3. Рубльов О. С. Інститут історії України НАН України: перше двадцятиріччя (1936—1956) // УІЖ. — 1996. — № 6 (у співавт.).
4. Рубльов О. С. Історія України. Навч. посіб. для 11-го кл. — К., 2000 (у співавт.).
5. Рубльов О. С. Маловідомі сторінки біографії українського історика: М. І. Марченко // УІЖ. — 1996. — № 1-3.
6. Рубльов О. С. Михайло Грушевський: Перший рік у Радянській Україні (спроба реконструкції) // УІЖ. — 1996. — № 5, 6.
7. Рубльов О. С. Михайло Козоріс: Доля інтелігента // Український археографічний щорічник. — К., 1992, Вип. 2.
8. Рубльов О. С. Нариси історії професійних спілок України. — К., 2004 (у співавт.).
9. Рубльов О. С. Новітня історія України (1939—2003): Навч. посіб. для 11 кл. загальноосвіт. навч. закл. — Вид. 2-ге, доопрацьов. — К., 2003.
10. Рубльов О. С. Репресоване краєзнавство: 20-30-і рр. — К., 1991 (у співавт.).
11. Рубльов О. С. Сталінщина і доля західноукраїнської інтелігенції (20-40-і роки XX ст.) // УІЖ. — 1991. — № 1-7.
12. Рубльов О. С. Сталінщина й доля західноукраїнської інтелігенції. 20-50-і рр. XX ст. — К., 1994 (у співавт.).
13. Рубльов О. С. У лещатах тоталітаризму: Перше двадцятиріччя Інституту історії України НАН України (1936—1956 рр.): Зб. док. і матеріалів: У 2 ч. — К., 1996 (упоряд.).
14. Рубльов О. С. Шляхами на Соловки: Радянське десятиріччя Михайла Лозинського // УІЖ. — 1997. — № 4-6; 1998. — № 1.
15. Рубльов О. С. Українські визвольні змагання 1917—1921 рр. — К., 1999 (у співавт.).
16. Рубльов О. С. Ярослав Галан — борець за правду і справедливість // УІЖ. — 1990. — № 2, 3.

## Збірники документів
- Україна і Польща 1920—1939 рр.: З історії дипломатичних відносин УССР з Другою Річчю Посполитою: Документи і матеріали /НАН України. Інститут історії України; упорядкування, коментарі, вступна стаття: Н. С. Рубльов, О. С. Рубльов. — Київ: Дух і літера, 2012. — 624 с. ISBN 978-966-378-235-5